# Constitution romaine
Ne doit pas être confondu avec Constitution (droit romain).
Pour les articles homonymes, voir Constitution (homonymie).
 (novembre 2014).
 (mai 2012).
Si vous disposez d'ouvrages ou d'articles de référence ou si vous connaissez des sites web de qualité traitant du thème abordé ici, merci de compléter l'article en donnant les références utiles à sa vérifiabilité et en les liant à la section « Notes et références ».
Il n'y a jamais eu de constitution romaine au sens formel du terme. Toutefois s'il n'y a donc pas de texte constitutionnel en tant que tel, les modalités d'organisation des institutions étaient précisées par la tradition (mos maiorum) complétée par diverses dispositions législatives. 
L'organisation politique romaine a évolué continuellement au fil des ans. En 509 av. J.-C., la « Royauté » laisse place à la « la République ». En 27 av. J.-C., celle-ci donne lieu à « l'Empire ». Enfin, à la fin du IIIe siècle, Rome  opère un dernier changement majeur avec Dioclétien. Néanmoins, les vrais changements sont plus graduels. 

## Sénat
Le Sénat romain est la principale institution politique de Rome. Il est déjà probablement fondé avant que le premier roi de Rome accède au trône. Il survivra à la chute de la Royauté en 509 av. J.-C. puis à celle de la République en 27 av. J.-C. et enfin à la chute de l’Empire romain en 476. 
Le pouvoir du Sénat varie tout au long de son histoire. Sous la Royauté, il est un peu plus qu’un conseiller auprès du roi. Le dernier roi de Rome, le tyran Tarquin le Superbe, est renversé après un coup d’État organisé par le Sénat.
Durant les premières années de la République, le Sénat est politiquement faible et les magistrats de l’exécutif assez puissants. La transition qui s’est opérée entre la Royauté et la République est probablement plus graduelle que la légende ne le suggère. Ainsi, cela prend un certain temps avant que le Sénat puisse asseoir son autorité sur des magistrats suffisamment affaiblis. Vers le milieu de la République, les pouvoirs du Sénat atteignent leur apogée, favorisés par deux facteurs. Les plébéiens viennent d’achever leur affranchissement politique complet. Par conséquent, ils se montrent moins agressifs qu’ils ne l’ont été au début de la République sur la question des réformes. De plus, cette période est marquée par des guerres prolongées contre des ennemis de l’extérieur. Ce qui a pour conséquences de voir les assemblées populaires et les magistrats de l’exécutif se tourner vers la sagesse du Sénat. Les dernières années de la République voient un déclin progressif des pouvoirs du Sénat. Ce déclin commence avec les réformes des tribuns Tiberius et Caius Sempronius Gracchus. À cette époque, son influence se réduit dans une large mesure à cause de la lutte des classes (conflit des ordres) qui domine le début de la République et qui finit par précipiter la fin de la République et la création de l’Empire romain.
Le Sénat des toutes premières années de l’Empire romain est aussi faible qu’il l’est à la fin de la République. Néanmoins on peut se demander si, après que la transition vers l’Empire s'est achevée, le Sénat ne détiendrait pas plus de pouvoirs qu’il n’en aurait jamais eus puisque tous les pouvoirs constitutionnels (législatif, exécutif et judiciaire) lui sont échus. Mais le Sénat est désormais dominé par l’empereur. C’est à travers le Sénat que l’empereur exerce ses pouvoirs autocratiques. Dans les dernières décennies du principat, le pouvoir du Sénat se réduit jusqu’à sa quasi-disparition. Il ne regagnera alors jamais le pouvoir qu’il avait auparavant.
La plupart des écrits de la période impériale nous sont parvenus des sénateurs, ce qui démontre l’influence culturelle du Sénat, même pendant le Bas-Empire. L’institution survit à la chute de l’Empire romain d'Occident et bénéficie même d’un regain d’influence tandis que le pouvoir impérial se réduit au gouvernement de l’Italie seulement. La classe sénatoriale est sévèrement affaiblie par les guerres contre les Goths. Les derniers actes dont on a gardé trace du Sénat est l’envoi de deux ambassadeurs à la cour impériale de Tibère II Constantin à Constantinople en 578 et 580 et l'acclamation des nouvelles statues de l’empereur Phocas et de l’impératrice Léontia en 603.

## Assemblées législatives
La première assemblée romaine, les comices curiates, est fondée au début de la monarchie. Son seul rôle politique consiste à élire les nouveaux rois. Parfois, le roi lui soumet un décret en vue de sa ratification. Au début de la République, les comices curiates sont la seule assemblée législative à n’avoir plus aucun pouvoir. Peu après la fondation de la République, les comices centuriates et les comices tributes deviennent les principales assemblées législatives.
Les assemblées législatives modernes se composent de représentants élus. Leurs membres proposent et débattent des lois en utilisant une forme de démocratie représentative. Au contraire, les assemblées de la République romaine utilisent une forme de démocratie directe, puisqu’elles se composent de citoyens ordinaires plutôt que de représentants élus. De ce point de vue, les votes de ces assemblées sont à rapprocher de nos référendums actuels.
Au contraire de beaucoup d’assemblées modernes, les projets de lois n’ont pas besoin d’être validés par l’ensemble des assemblées et il n’est pas nécessaire qu’une autre branche ratifie ces projets pour qu’ils deviennent des lois. Le système est similaire à ce qui existe aujourd’hui dans de nombreux pays. Dans les états modernes, les référendums deviennent des lois après qu’ils sont validés par une majorité de votants. Il n’est pas nécessaire qu’une autre institution gouvernementale ratifie la décision populaire. Les membres des assemblées n’ont pas le pouvoir d’introduire de nouveaux projets de lois, seuls les magistrats exécutifs en sont capables. Les assemblées romaines ont aussi des fonctions judiciaires, ce qui diffère de la plupart des assemblées modernes.
Après la fondation de l’Empire, les pouvoirs des assemblées sont transférés au Sénat. Quand celui-ci élit des magistrats, le résultat des élections est lu devant les assemblées. Occasionnellement, l’empereur soumet des lois aux comices tributes en vue de leur ratification, jusqu’au règne de Domitien. Après son règne, les assemblées servent simplement de points de rassemblement organisés par les citoyens.

## Magistrats
Durant la Monarchie romaine, le roi est le seul magistrat de l'exécutif. Il est assisté par deux questeurs qu’il nomme, ainsi que d’autres assistants pour diverses tâches. Quand il meurt, un interrex (interroi) préside le Sénat et les assemblées jusqu’à l’élection d’un nouveau roi.
Sous la République, la branche exécutive est composée aussi bien de magistrats ordinaires qu'extraordinaires. Chaque magistrat ordinaire est élu par une des deux principales assemblées législatives. Le principal magistrat extraordinaire, le dictateur, est nommé avec l’aval du Sénat. La majorité des magistrats sont élus annuellement pour un mandat d’un an. Les mandats annuels débutent théoriquement le jour du Nouvel An et se terminent le dernier jour de décembre, bien que cela varie énormément tout au long de la République romaine.
Les deux plus hauts rangs de magistrats ordinaires, les consuls et les préteurs, détiennent l’imperium (mot latin pour « commandement suprême »). L’imperium autorise un magistrat à commander des forces militaires. Les consuls détiennent un plus haut niveau d’imperium que les préteurs. Les consuls, préteurs, censeurs et édiles curules sont considérés comme des « magistrats curules », possédant une chaise curule qui est le symbole de leur pouvoir. Les consuls et préteurs sont accompagnés de gardes du corps appelés licteurs. Ces derniers portent les faisceaux (fasces), qui consistent en un manche auquel est fixée une hache, symbole des pouvoirs coercitifs de l’État. Les questeurs ne sont pas des « magistrats curules » et ont un pouvoir réel limité.
Les tribuns de la plèbe ne sont pas officiellement des magistrats car ils sont élus par les plébéiens seuls. Ils sont considérés comme l’incarnation du peuple de Rome, de fait, leur poste et leur personne sont sacrosaints. Agresser un tribun, ignorer son veto ou contrecarrer ses actions constituent une offense capitale. Tous les pouvoirs des tribuns dérivent de leur sacro-sainteté. Ils sont assistés par les édiles plébéiens.
Dans les cas de force majeure, un dictateur est nommé. Un dictateur nouvellement nommé sélectionne en général un député, le magister equitum (maître de cavalerie). Ces derniers sont des magistrats extraordinaires et détiennent tous deux l’imperium. En pratique, le dictateur agit comme un consul sans aucune restriction constitutionnelle sur ses pouvoirs. Après 202 av. J.-C., la dictature tombe en désuétude. Dans les cas d’extrême urgence, le Sénat utilise le senatus consultum ultimum, qui suspend le gouvernement civil et déclare la loi martiale (ou quelque chose d’analogue) et déclare videant consules ne res publica detrimenti capiat (« que les consuls veillent à ce que la République ne subisse aucun dommage »). En effet, les consuls sont investis des pouvoirs dictatoriaux.
Après la chute de la République, les vieilles magistratures (dictature, consulat, préture, censure, édilité, questure et tribunat) sont en partie abandonnées, le reste perdant tout pouvoir. L’empereur devient le maître de l’État. L’arrivée de l’Empire est équivalente à la restauration de l’ancienne monarchie. Le chef de l’exécutif détient un pouvoir incontesté, le Sénat redevient simple conseiller sans pouvoir et les assemblées totalement impuissantes.

## Héritage de la constitution romaine
La constitution romaine est une des rares à avoir existé avant le XVIIIe siècle. Aucune autre n’a gouverné sur un empire aussi vaste. De fait, la constitution romaine est largement utilisée comme modèle lorsque les premières constitutions de l’époque moderne sont rédigées. C’est pourquoi de nombreuses constitutions aujourd’hui présentent une structure similaire, voire identique à la constitution romaine (séparation des pouvoirs, contrôles et équilibres des pouvoirs, etc.).